# François-Xavier Lalanne
Pour les articles homonymes, voir Lalanne.
François-Xavier Lalanne, né le 28 août 1927 à Agen (Lot-et-Garonne) et mort le 7 décembre 2008 à Ury (Seine-et-Marne), est un sculpteur et graveur français.

## Biographie
De 1946 à 1949, François-Xavier Lalanne étudie le dessin, la sculpture et la peinture à Paris, à l'Académie Julian. À cette époque, il côtoie notamment René Magritte, Salvador Dalí, ainsi que Constantin Brâncuși, occupant un atelier mitoyen de celui du sculpteur roumain au 11 impasse Ronsin. En mai 1953, il tient à Paris sa première exposition personnelle de peinture.
Dans les années 1950, il décore la nouvelle boutique parisienne de Dior avenue Montaigne, avec le jeune assistant Yves Saint-Laurent. En 1956, il décide de travailler avec sa compagne Claude (1925-2019),, avec qui il signe le jardin des Halles, à Paris. Il épousera Claude en 1967.
François-Xavier Lalanne est d'abord connu pour ses sculptures d'animaux, domestiques (moutons) ou sauvages (rhinocéros), qu'il présente dans une conception utilitaire de la sculpture (rhino-secrétaire ; boîte de sardines-canapé...).
Les animaux sont également le sujet central de son œuvre gravé (Bestiaire ordinaire, recueil de planches préfacé par Patrick Mauriès).
Il est l'auteur des trois oies en bronze qui ornent la place du marché aux oies de Sarlat-la-Canéda, qui fut un lieu de foire jusqu'au XXe siècle, et où on vendait encore ces animaux de basse-cour jusqu'aux années 1980.
Jusqu'à la fin de sa vie, François-Xavier Lalanne a vécu et travaillé à Ury (Seine-et-Marne). Il est inhumé avec son épouse au cimetière communal.

## Collections publiques
- Château de Saint-Gabriel-Brécy : Un animal chimérique
- La Grande Borne à Grigny (place de la Treille) : deux pigeons géants en béton[6]
- Paris, jardins du palais de l'Élysée : Mouton
- Paris, parc Georges-Brassens : Âne
- Paris, musée des arts décoratifs
- Sarlat-la-Canéda, place des Oies : trois Oies, bronze
- Musée de la Vallée, Barcelonnette : deux moutons mourre-rous (1988)
- Musée des Beaux-Arts d'Agen :
  - La petite grenouille
  - Le minotaure, sculpture
  - Tête habitable, dessin
- Sèvres - Manufacture et Musée nationaux : Bar aux autruches
- Hôpital de Dole dans le Jura : L'oiseau nourricier, sculpture en cuivre

Quelques sculptures de François-Xavier Lalanne
Les trois oies sur la place du Marché aux Oies à Sarlat-la-Canéda.
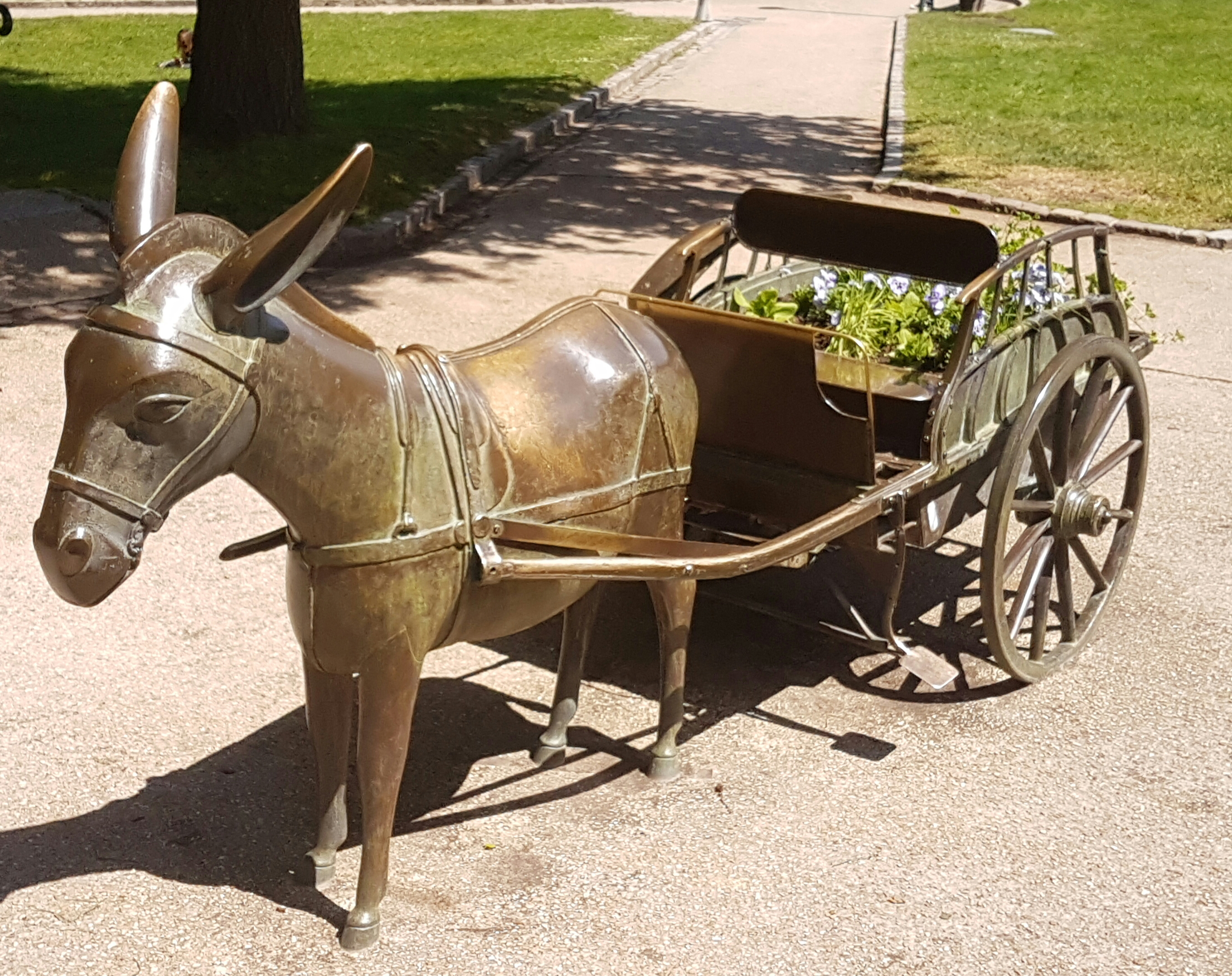
L'Âne situé dans le Parc Georges-Brassens à Paris 15e.
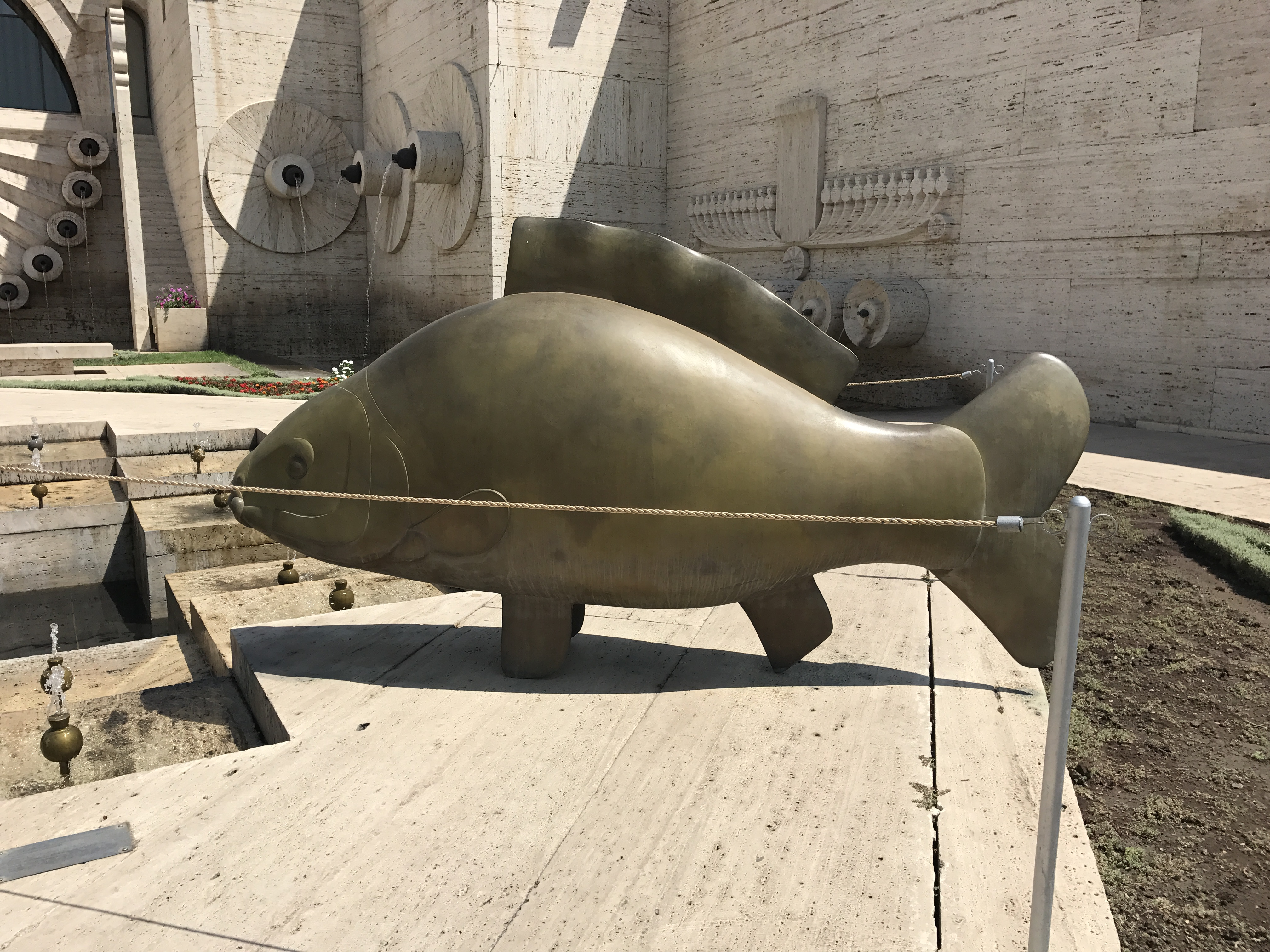
La Carpe à Yerevan en Arménie.

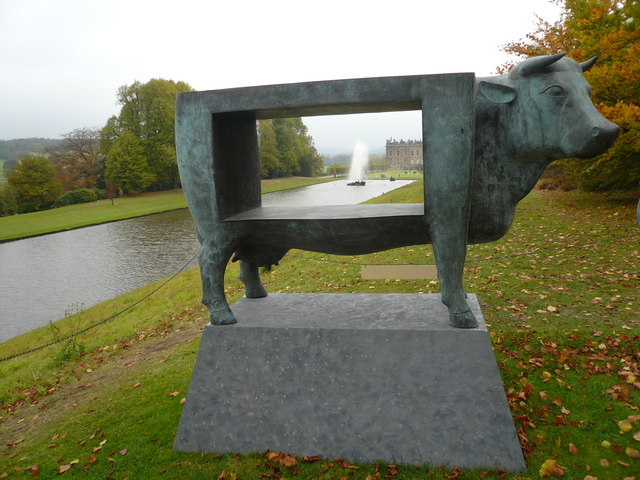
La Vache Paysage exposée en 2007 pour une vente de sculptures monumentales de Sotheby's Beyond Limits à Chatsworth Gardens.
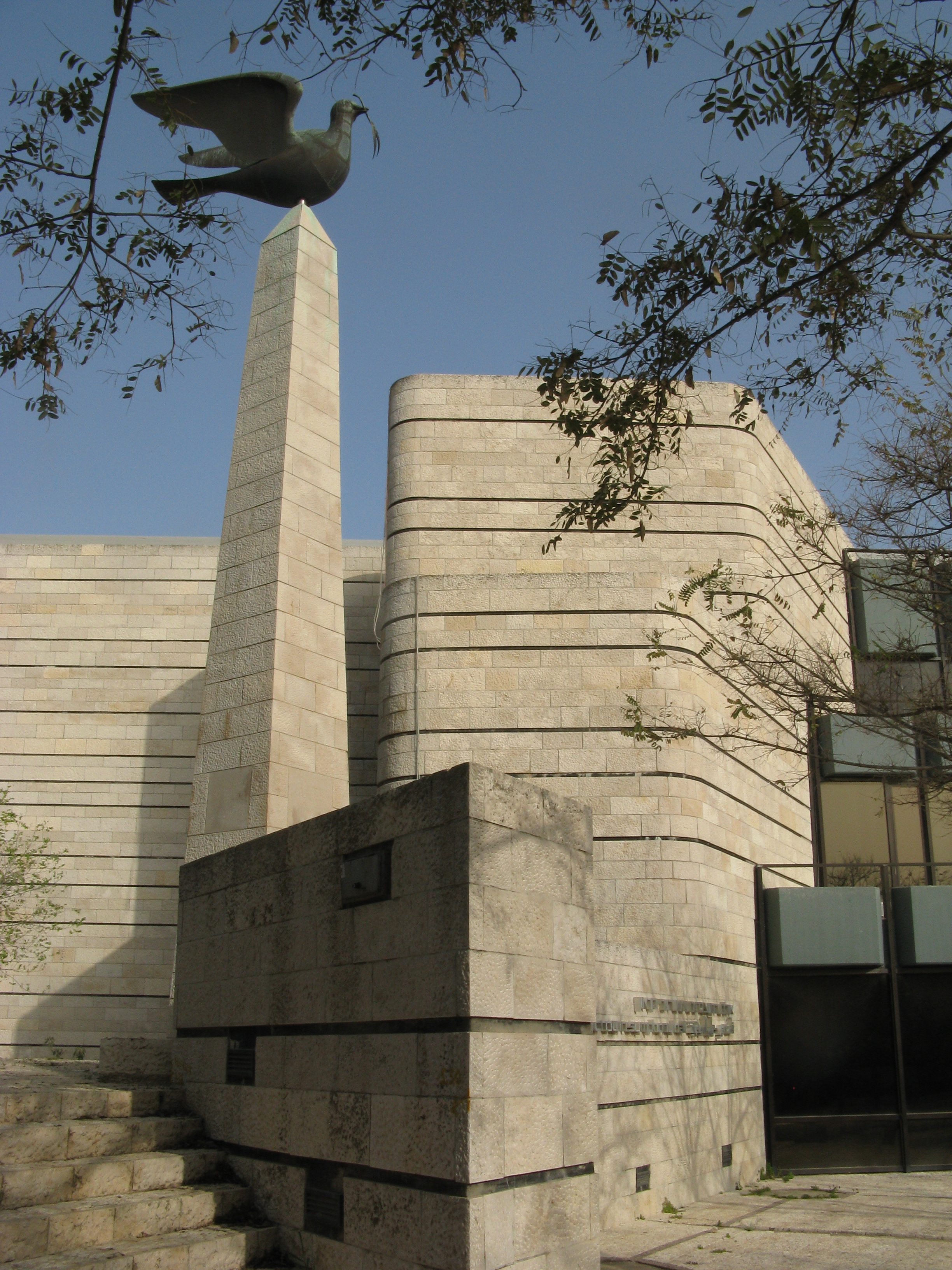
Obélisque de la Colombe de Noé (1978) devant le Henry Crown Symphony Hall à Jérusalem.
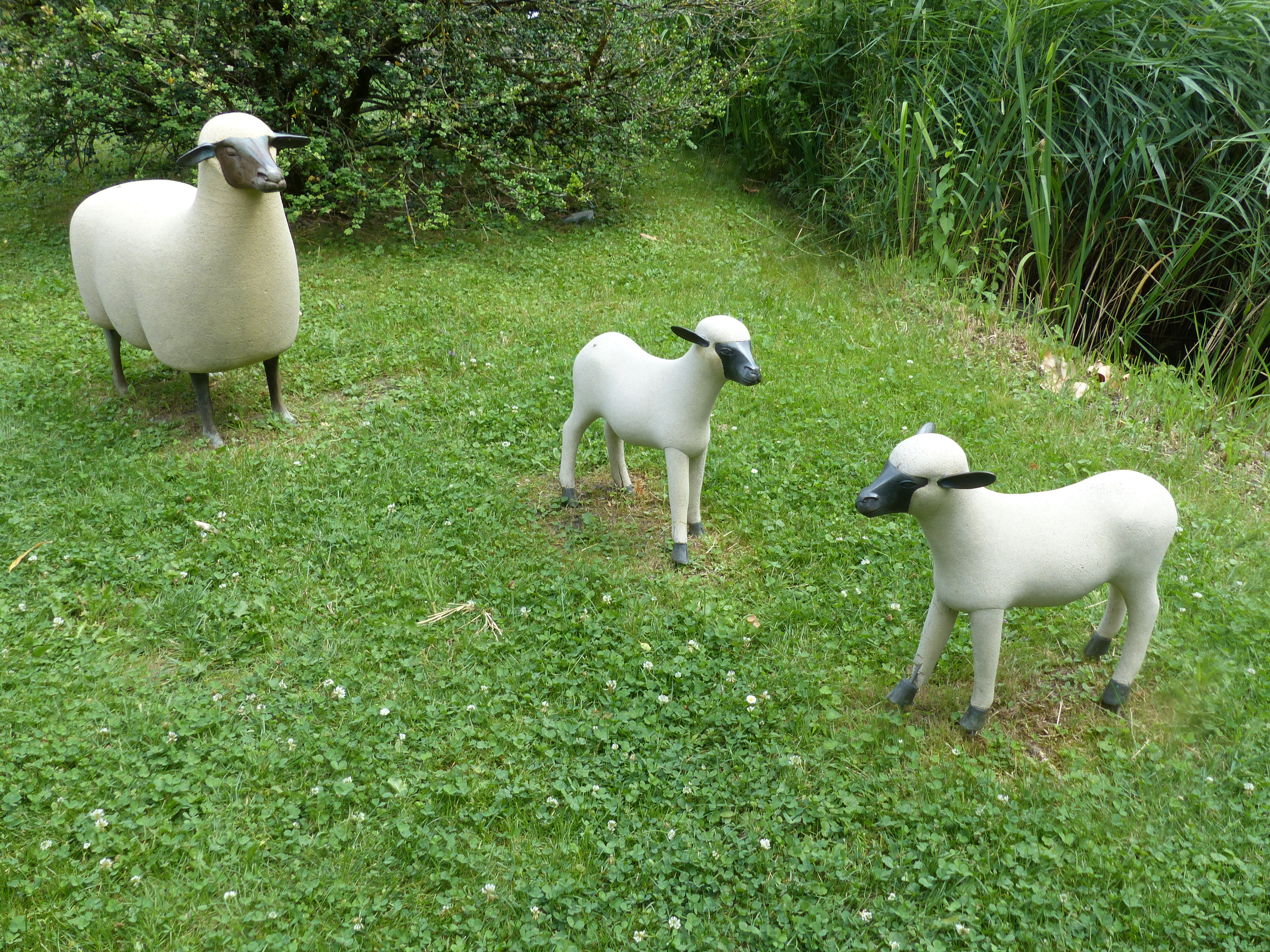
Moutons et agneaux dans le parc de la Fondation Gianadda à Martigny dans le canton du Valais en Suisse.

## Expositions
- 1952 : « Honfleur vu par cinq jeunes peintres », exposition collective, Galerie Cimaise de Paris ;
- 1953 : « Lalanne », première exposition personnelle, Galerie Cimaise de Paris ;
- 1964 : « François-Xavier et Claude Lalanne », exposition à la galerie J, Paris ;
- 1987 : « Claude et François-Xavier Lalanne », exposition à la galerie Daniel Templon, Paris ;
- 1991 : « Les Lalanne », exposition au château de Chenonceau[7] ;
- 1994 : « L'Inventaire de Claude et François-Xavier Lalanne », exposition à la galerie Artcurial, Paris ;
- 1994 : « Les Lalanne », exposition à la galerie Guy Pieters, Knokke-Zoute ;
- 1998 : « Les Lalanne à Bagatelle », rétrospective organisée par la mairie de Paris dans la folie et le parc de Bagatelle ;
- 2001 : « Les Lalanne », exposition à la galerie Guy Pieters, Knokke-Zoute ;
- 2002 : « Quelques Fables de La Fontaine de François-Xavier Lalanne », exposition à la galerie Mitterrand, Paris ;
- 2003 : « Bestiaire Ordinaire de François-Xavier Lalanne », exposition à la galerie Mitterrand, Paris ;
- 2004 : « Bestiaire Nécessaire de François-Xavier Lalanne », exposition à la galerie Mitterrand ;
- 2005 : « François-Xavier et Claude Lalanne », exposition à la galerie Mitterrand, Paris ;
- 2005 : « Bestiaire Légendaire de François-Xavier Lalanne », exposition à la galerie Mitterrand, Paris ;
- 2009 : « François-Xavier et Claude Lalanne », rétrospective à la galerie Mitterrand, Paris ;
- 2009 : « Les Lalanne », exposition à la Paul Kasmin Gallery, New York ;
- 2010 : rétrospective consacrée à François-Xavier et Claude Lalanne au musée des Arts décoratifs de Paris ;
- 2020 : « Les Lalanne à Trianon », parcours organisé par le Château de Versailles et la Galerie Mitterrand.

## Hommage
- Jardin Lalanne (Paris)